# Звук у води
Звук у води, звук под водом, по свом понашању разликује се од његовог понашања при простирању кроз ваздух и слично је појавама које се јављају код светлости у води, у океану, реци, језеру или резервоару (базену). Звук као и светлост је таласно кретање, само што светлост представља простирање електромагнетских таласа који могу да се шире и кроз вакуум, док се звучни таласи преносе посредством молекула средине кроз коју се звук шири.
Проучавањем начина и граница простирања звука у води и његову интеракцију са механичких таласима коју чини звук са водом, бави се подводна акустика (хидроакустика). Типичне фреквенције звука које се одређују у подводној акустици су између 10 Hz и 1 МHz. Простирање звука у океану, на фреквенцијама нижим од 10 Hz обично није могућа без продора звука дубоко до морског дна, док се фреквенције изнад 1 МHz ретко може одредити, јер се ове фреквенције у води веома брзо апсорбују.

## Историја
Истражујући звучне појаве у води, кроз историју, човек ове појаве и њихове особине све више примјењује у разне сврхе. Ескими, и други ловци на фоке, слушају њихове звукове које они производе под водом, тако што поставе метални предмет неколико сантиметара испод воде, па ову особину звука у води, човек од давнина користи у лову. Крајем 19. века први пут је установљено да се звук у води простире на велике удаљености па су почела и интензивнија испитивања његових хидроакустичких особина. У ратним морнарицама се ово убрзо почело користити за подводне везе, навигацију и извиђање. Из овог открића произашао сонар и други уређаји.

## Извори звука
Звук је механичка осцилација честица неког еластичног медијума које са кроз њега најчешће простиру као талас и које (углавном) човек чује. Извор звука је тело чија површина, или оно, у целини осцилује. Осцилације звучног извора преносе се на молекуле средине у којој се извор налази, те они почињу такође да осцилују. Молекули који осцилују, делују међумолекулским силама на суседне молекуле и они такође почињу да осцилују, те се тако звук шири у виду таласа. Осциловање молекула средине кроз коју се звук шири изазива осциловање пријемника било да је то бубна опна ува или неки електронски уређај нпр мембрана микрофона.
Човеков орган слуха (уво) може да региструје осцилације у фреквенцијском опсегу од 16 Hz до 20 kHz ако оне имају довољну јачину. Звук се простире кроз медијуме као што су вода, ваздух, чврста материја. Звук не може да се простире у безваздушном простору. Под звуком се подразумевају и осцилације изван напред наведеног фреквенцијског опсега које се називају: инфразвук испод 16 Hz и ултразвук изнад 20 kHz.
Брзина простирања звука кроз неку средину зависи од карактеристика те средине или флуида и може се израчунати по релацији:
где је:
- pа – атмосферски притисак,
- {\displaystyle \rho } - густина ваздуха и
- {\displaystyle \chi } = 1,4.

Јачина звука зависи од амплитуде осцилација, висину звука одређује фреквенција осцилација, боја звука је одређена садржајем компоненти.

## Карактеристике звука у води
Звук се боље простире у гушћим срединама зато што је у њима међумолекулско растојање мање, па су силе којима молекули узајамно делују веће. Зато звук не може да се простире кроз вакуум – јер је то празан безмолекуларни простор.
Температура средине кроз коју се простире звук утиче на његову брзину простирања. На температури од 0 ° брзина звука кроз ваздух је 331 m/sec а на собној температури, (20 °), 343 m/sec.
Вода је одличан проводник звука. Брзина простирања звука кроз воду је око 1.500 m/sec.  То је око четири пута већа брзина од брзине простирања звука кроз ваздух.
Температурне разлике појединих слојева воде (термоклима) могу да изазову рефракцију (савијање) звучних импулса што може бродским сонарима да отежа откривање подморница или других објеката под водом и ограничи или онемогући употребу подводних телефона.
| Материјал                         | v [m/s] [dB] |
| --------------------------------- | ------------ |
| Гума                              | 50           |
| Ваздух                            | 344          |
| Вода                              | 1480         |
| Слана вода (21оC, салинитет 3,5%) | 1520         |
| Плексиглас                        | 1800         |
| Дрво (меко)                       | 3350         |
| Дрво (јела)                       | 3800         |
| Армирани бетон                    | 3400         |
| Челик                             | 5050         |
| Алуминијум                        | 5150         |
| Стакло                            | 5200         |
| Гипсана плоча                     | 6800         |

## Звук у води и роњење
Под водом не може да се разговара на начин како се то чини у ваздуху што ограничава комуникацију између рониоца или са рониоцима, јер је човеков орган говора, кроз његов еволутивни развој, прилагођен за ваздушну средину, а јачина звука опада при преласку из воде у ваздух и из ваздуха у воду. Два рониоца у опреми за роњење могу међусобно да разговарају ако им се шлемови додирују (метал лако преноси звук) али већ на растојању од неколико сантиметара звучна комуникација између њих није могућа.
Због велике брзине простирања звука у води човек не може да запази временску разлику између тренутка доласка звука у једно и друго уво и он најчешће има осећај да је звук јачи и ближи. Због тога ронилац губи способност да одреди правац и смер извора звука. За рониоца или пливача губитак ове способности може да има озбиљне последице уколико су извори звука за њих опасни објекти (моторни чамац, брод итд). Такође како је интензитет буке под водом већи, да ронилац не би угрозио здравље он мора да има податке о јаким изворима буке у води.
Снажне звучне експлозије под водом прати снажан звучни талас високе енергије (који се понаша као снажан притисак или удар) који може деловати на ронилаца и довести до повреда, тзв ронилачка баротраума шупљих органа (ува - аероотитис, синуса - аеросинузитис, плућа - пнеумоторакс, баротраумашупљих органа трбуха итд).

## Звук у води и животиње
За разлику од човека неке животиње као што су фоке и китови користе особину бољег простирања звука кроз воду за оријентацију и комуникацију са другим животињама, а звук им користи и да пронађу храну и избегну бројне препреке у води. Испуштајући кликтаве звукове високе фреквенције, претпоставља се да оне имају систем за ултразвучно оријентисање у води. Такође унутрашње ухо фока повезано је само са једном кости лобање, што онемогућује пренос звучних таласа кроз целу лобању. На тај начин оне добро одређују смер из ког долази звук за разлику од човека. Фоке такође поседују и орган који производи звукове које се чују под водом.